# Michael Nothdurfter

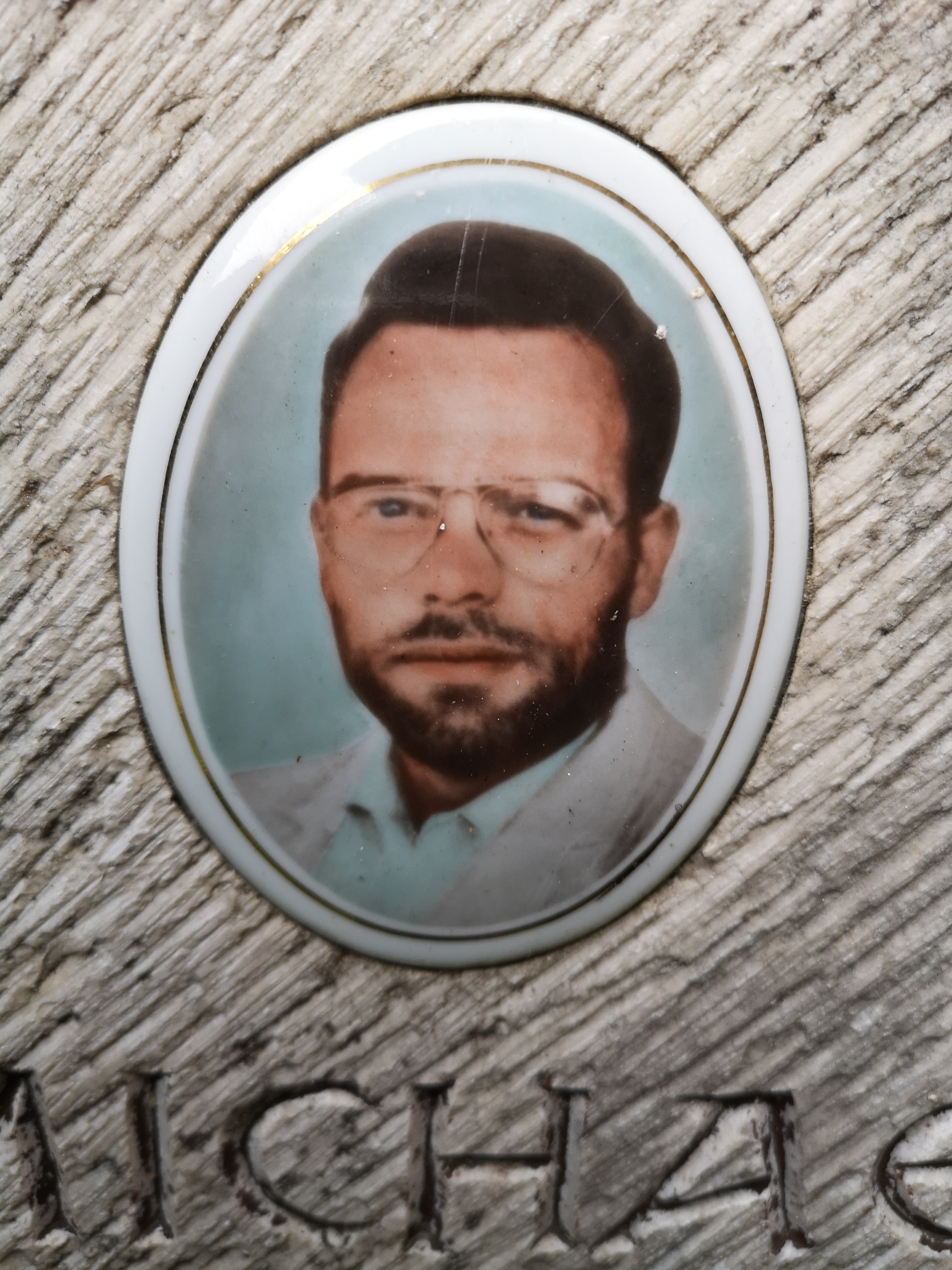
Porträtbild Michael Nothdurfters am Grabstein in St. Peter auf Karnol

Michael Nothdurfter (* 10. April 1961 in Bozen, Italien; † 5. Dezember 1990 in La Paz, Bolivien) war ein aus Südtirol stammender christlich-marxistischer Guerillero.
Nothdurfter besuchte zunächst das Franziskanergymnasium in Bozen, studierte in der Folge in London Theologie und ging in den frühen 1980er Jahren als Jesuiten-Novize nach Lateinamerika, um sich für arme Bevölkerungsschichten zu engagieren. Dort schloss er sich in der Folge dem Ejército de Liberación Nacional an, mit dem er, Comandante Miguel genannt, den bolivianischen Coca-Cola-Repräsentanten Jorge Lonsdale entführte. Am 5. Dezember 1990 wurden Nothdurfter und die Geisel von Scharfschützen erschossen.

„Die Lehre Jesu kann nur mit Waffengewalt durchgesetzt werden.“

## Dokumentationen
- 2008: Der Pfad des Kriegers. Buch und Regie: Andreas Pichler.